# Federico Vidiella
Federico Vidiella Fortet (6 de junio de 1850 - 21 de enero de 1927) fue un político, diplomático y hacendado uruguayo. Hijo de Francisco Vidiella y Rosa Fortet. Casado con Malvina Horne Lavalle.

## Biografía
Director del Banco de la República Oriental del Uruguay (1890); ministro de Hacienda durante dos períodos (1894-98 y 1917); a su iniciativa se debió la fundación del Banco de la República Oriental del Uruguay (1896). Director del Banco Hipotecario del Uruguay; presidente de la Junta Económico-Administrativa de la capital (1905-07). Por dos veces, ministro plenipotenciario en Inglaterra (1909 y 1919-27). Continuó al frente de la granja fundada por su padre, D. Francisco Vidiella; fundó, además, una cabaña para reproductores finos, siendo coautor del proyecto de registro genealógico para las razas vacuna y caballar importadas, llevado por la Asociación Rural del Uruguay. Fue además uno de los impulsores de la apertura del Registro de Caballos Criollos (ver Caballo criollo) en 1929.
"La acción del Banco de la República será poderosa, amplia, vasta, útil, proficua porque viene a ser esfuerzo impulsor de nuestra riqueza acumulada; regulador normal del crédito, sin intermitencias ni caprichos en sus múltiples manifestaciones; ayuda constante de la producción y del trabajo"
(Fragmento del discurso pronunciado por el ministro de Hacienda, Don Federico Vidiella, en ocasión de la instalación del Primer Directorio del Banco de la República el 24 de agosto de 1896)
"...no se trata de crear un banco panacea que abra sus cajas a todos los que pidan dinero simplemente con la intención de no devolverlo, sino [uno] que ayude al agricultor, al ganadero, al comerciante..." 
Federico Vidiella (1896) 
Juan Manuel Blanes le dedicó un cuadro en 1898: Juramento de los Treinta y Tres Orientales.